# Ґура (Плоцький повіт)
Ґура (пол. Góra) — село в Польщі, у гміні Старожреби Плоцького повіту Мазовецького воєводства.
Населення — 53 особи (2011).
У 1975-1998 роках село належало до Плоцького воєводства.

## Демографія
Демографічна структура станом на 31 березня 2011 року:
|          | Загалом | Допрацездатний вік | Працездатний вік | Постпрацездатний вік |
| -------- | ------- | ------------------ | ---------------- | -------------------- |
| Чоловіки | 26      | 3                  | 19               | 4                    |
| Жінки    | 27      | 2                  | 18               | 7                    |
| Разом    | 53      | 5                  | 37               | 11                   |